# Rudolf Lorber
Rudolf Lorber ist ein deutscher Basketballtrainer und -spieler.

## Leben
Als Spieler stieg Lorber 1964 in die Bayernliga-Herrenmannschaft des 1. FC Bamberg ein. Gleichzeitig begann er seine Trainerlaufbahn nach Erwerb der ersten Lizenz als Jugendtrainer. 1966 erreichte er mit der damaligen A-Jugend den deutschen Vizemeistertitel, was er 1972 mit einer B-Jugendmannschaft noch einmal wiederholen konnte. Gleichzeitig entwickelte er sich in der Herrenmannschaft zum Stammspieler und stieg 1970 mit der Mannschaft des 1. FC Bamberg in die Basketball-Bundesliga auf. Danach gehörte er auch in der höchsten deutschen Spielklasse zum Bamberger Aufgebot und spielte bis 1973 in der Bundesliga.
In der Saison 1974/75 betreute er im Trainergespann mit Fritz Hofmann die Bamberger in der Bundesliga und setzte das gesteckte Ziel um, die Mannschaft zur Qualifikation für die fortan eingleisige Bundesliga zu führen. Es blieb zunächst bei einer einjährigen Amtszeit. Hernach war er Trainer beim TV 1860 Bamberg in der Regionalliga. 1978 trat Lorber das Traineramt beim Lokalrivalen und Bundesliga-Konkurrenten Post SV Bayreuth an. Unter seiner Leitung gelangen an den ersten beiden Spieltagen jeweils Siege, die die Mannschaft zum ersten Mal überhaupt auf den ersten Platz der Bundesliga-Tabelle hievten. Im weiteren Verlauf der Saison rutschte man ab und sicherte sich erst am letzten Spieltag durch einen Sieg über Bamberg den Klassenerhalt. Lorber betreute die Bayreuther bis zum Ende des Spieljahres 1978/79. Danach erwarb er als Erster in Oberfranken die A-Lizenz als Basketballtrainer. 
In der Saison 1981/82 war Lorber wieder Trainer der Bamberger Herren, die mittlerweile in der 2. Basketball-Bundesliga ins Rennen gingen. Unter Lorbers Leitung wurde Bamberg Zweiter der Südstaffel und hatte am Ende der Aufstiegsrunde denselben Platz inne, bekam jedoch am Grünen Tisch aufgrund eines Regelverstoßes von Meister Aschaffenburg den ersten Platz zugesprochen, sodass letztlich die Rückkehr in die Bundesliga geschafft wurde. Lorber gab aus beruflichen Gründen sein Traineramt danach an Ludovit Karpil ab.
In der Saison 1988/89 half Lorber den Bamberger Basketballern (jetzt TTL Bamberg) noch einmal als Co-Trainer von Terry Schofield. Am Ende der Spielzeit folgte er (auch aufgrund seiner beruflichen Tätigkeit als Lehrer für Hörgeschädigte) dem Ruf des Deutschen Gehörlosen-Sportverbandes. Bis 2000 fungierte er als Nationaltrainer. Er etablierte die Nationalmannschaft unter den Besten und erreichte mit ihr einen vierten Platz bei den Gehörlosen-Weltspielen 1993 in Sofia.
Er gestaltete das Basketballgeschehen in der Stadt Bamberg auch später unter anderem als Vorsitzender des Brose Baskets e.V. (von 2010 bis 2014), als Vorsitzender des Fördervereins Basketball Bamberg e. V., als Schiedsrichter des TTL uniVersa Bamberg, Basketballlehrer an der Volkshochschule und als aktiver Spieler – unter anderem als jahrzehntelanger Teilnehmer des „Klaus-Haferkorn-Gedächtnisturniers“ –  mit.